# Roman Nogin
Roman Nogin (* 23. Juni 1998) ist ein ehemaliger kasachischer Skispringer.

## Karriere
Im Jahr 2015 nahm er für Kasachstan an den Nordische Junioren-Skiweltmeisterschaften 2015 in Almaty. Nachdem er im Einzelwettbewerb den 60. Platz belegt hat, belegte er im Mannschaftswettbewerb gemeinsam mit seinen Teamkollegen den 13. und letzten Platz.
Beim Skisprung-Grand-Prix 2015 kam er zweimal zum Einsatz. Am 31. Juli 2015 belegte er mit der kasachischen Mannschaft in Wisła auf der Adam-Małysz-Schanze den zwölften und letzten Platz. Den gleichen Platz belegte die kasachische Mannschaft auf beim Team-Wettbewerb auf der Rothaus-Schanze in Hinterzarten. Zudem gab er am 3. November 2015 sein Debüt im Skisprung-Continental-Cup. Beim Continental Cup in Klingenthal belegte er den 64. Platz.
Er nahm an den Nordischen Skiweltmeisterschaften 2017 in der finnischen Stadt Lahti teil und kam im Team-Wettbewerb von der Großschanze zum Einsatz. Gemeinsam mit Alexei Koroljow, Nikolai Karpenko und Ilja Kratow belegte er mit der Mannschaft den zwölften und letzten Platz.